# 北陸鉄道小松線
小松線（こまつせん）は、石川県小松市の小松駅から、同市の鵜川遊泉寺駅を結んでいた北陸鉄道の鉄道路線。モータリゼーションの進行による利用者の大幅な減少により、北陸鉄道の経営合理化の対象となり、1986年（昭和61年）5月31日限りで全線廃線となった。

## 路線データ
- 路線距離（営業キロ）：5.9Km（最盛期）
- 駅数：8駅（起終点駅含む）
- 軌間：1067mm[1]
- 複線区間：なし（全線単線）
- 電化区間：全線（直流600V）[1]
  - 遊泉寺変電所、回転変流器（交流側454V直流側600V）直流側の出力150kW、常用1、予備1、製造所三菱電機[4]この回転変流器は博物館明治村に移設され京都電気鉄道の車両へ給電している[5][6]。
- 閉塞方式：票券閉塞式

## 運行形態
ほぼ中間に位置する加賀八幡駅が交換駅で朝夕は約20分毎、日中は約60分毎の運行で、廃止時点では1日に20往復が設定されていた。

## 歴史
小松線の前身となる白山電気鉄道（免許時白山鉄道）は、鳥越村の金名鉄道（後の北陸鉄道金名線）釜清水駅に至る構想で、鳥越村の鈴木源平ほか67名の発起により、1926年（大正15年）3月に能美郡小松町-同郡中海間の敷設免許状が下付されたことに始まる。11月に会社を設立し、資本金65万円としたが株金の払込がすすまなかったため、不足分を借入金でまかない工事をすすめ、1929年（昭和4年）5月になり小松 - 遊泉寺（後の鵜川遊泉寺）間の開業をむかえることになる。ところが開業間もない12月には、債権者の訴えにより破産宣告を受けた。これは1930年（昭和5年）4月、抗告により破産宣告取消となったが、その後も経営者は度々変わり、株主総会決議無効確認の訴訟など内紛もあった。負債は累積しついに半額減資し、その後175,000円の増資を行って資本金を50万円とした。
やがて戦時体制になり、鵜川遊泉寺近くの洞窟に海軍軍需部の施設や中島飛行機の疎開工場が建設された。また北陸本線の手取川橋梁が破壊された時の迂回路として、1945年（昭和20年）5月に鵜川遊泉寺 - 加賀佐野間の免許が申請された。県当局（県警察）は私鉄統合による統制を進めていき、1942年（昭和17年）に発足した北陸鉄道により統合は具体化していった。最後に残った小松電気鉄道は、浅野川電気鉄道とともに合併には否定的であったが、北陸鉄道に石川県警察部の推薦で支配人に入った前保安課長西村朝栄が合併につとめ、反対していた社長の町谷彦作を小松署に拘留している間に、北陸鉄道への統合を完成させた。
戦後は通勤・通学の足として、1967年（昭和42年）には約212万6000人の利用客があった。しかし以降は並行道路の整備により利用客は急減。1983年（昭和58年）には約62万3000人まで落ちこんだ。駅の無人化などで経費を削減したが、収支は悪化するばかりで、ついに1984年（昭和59年）に小松市長に小松線廃止の申し入れを行った。道路整備の遅れや、代替バスが自社のものではなく旧・尾小屋鉄道の小松バス（当時、現在の北鉄加賀バス）であることなどがネックとなり、折衝は難航したが、1986年（昭和61年）4月にバス代行同意にいたり、同年5月31日限りで廃止となった。
- 1906年（明治39年）4月 遊泉寺 - 鉱山口間 馬車鉄道開業。
- 1907年（明治40年）11月 小松 - 遊泉寺 - 鉱山口間および加賀八幡 - 金屋支線からなる遊泉寺銅山専用鉄道が全通[14]。牽引は蒸気機関車（7トン）。貨物輸送及び旅客輸送開始。
- 1918年（大正7年）7月 鉱山閉鎖につき鉱山口 - 鵜川遊泉寺 廃止[15]。
- 1926年（大正15年）
  - 3月22日 白山鉄道に対し鉄道免許状下付（能美郡小松町-同郡中海村字中ノ峠間 動力蒸気）[16]。
  - 4月10日 白山電気鉄道に社名変更[17]。
  - 11月20日 白山電気鉄道株式会社設立[18]。
- 1927年（昭和2年）7月13日 鉄道免許状下付（能美郡国府村地内 鵣川遊泉寺-大谷）[19]。
- 1928年（昭和3年）2月25日 鉄道免許失効（能美郡中海村字原-同郡中ノ峠間 指定ノ期限マデニ工事施工認可申請ヲ為ササルタメ）[20]。
- 1929年（昭和4年）
  - 5月15日 白峰村（現・白山市）までの鉄道敷設を目的とした白山電気鉄道が小松 - 遊泉寺（後の鵜川遊泉寺）間で開業[1][21]。
  - 12月23日 破産宣告を受ける[22][23]。
- 1930年（昭和5年）4月14日 抗告により破産宣告取消[24][23]。
- 1933年（昭和8年）4月24日 鉄道起業廃止（許可）（能美郡国付村字鵜川-同郡中海村字原間）[25]。
- 1935年（昭和10年）1月15日 競売開始決定[26]。
- 1936年（昭和11年）12月14日 若杉駅開業[27]。
- 1937年（昭和12年）11月4日 小松電気鉄道に改称[28][1]。
- 1945年（昭和20年）
  - 7月20日 北陸鉄道に路線などの資産を譲渡し解散[1]。
  - 11月29日 鉄道免許（加賀佐野駅-鵜川遊泉寺駅間）[注釈 2]。
- 1951年（昭和26年）6月7日 鉄道免許失効（加賀佐野駅-鵜川遊泉寺駅間）。
- 1960年（昭和35年）4月1日 沖駅開業[27]。
- 1986年（昭和61年）6月1日 全線廃止[1][2]。

## 利用状況

### 輸送実績
小松線の近年の輸送実績を下表に記す。表中、輸送人員の単位は万人。輸送人員は年度での値。表中、最高値を赤色で、最高値を記録した年度以降の最低値を青色で、最高値を記録した年度以前の最低値を緑色で表記している。
| 年度別輸送実績     | 年度別輸送実績                  | 年度別輸送実績                  | 年度別輸送実績                  | 年度別輸送実績                  | 年度別輸送実績  | 年度別輸送実績 |
| 年 度              | 輸送実績（乗車人員）：万人/年度 | 輸送実績（乗車人員）：万人/年度 | 輸送実績（乗車人員）：万人/年度 | 輸送実績（乗車人員）：万人/年度 | 輸送密度 人/1日 | 特 記 事 項    |
| ------------------ | ------------------------------- | ------------------------------- | ------------------------------- | ------------------------------- | --------------- | -------------- |
| 年 度              | 通勤定期                        | 通学定期                        | 定 期 外                        | 合 計                           | 輸送密度 人/1日 | 特 記 事 項    |
| 1977年（昭和52年） | 26.0                            | 43.5                            | 35.7                            | 105.3                           | 1,782           |                |
| 1978年（昭和53年） | 29.3                            | 41.8                            | 32.7                            | 103.9                           | 1,784           |                |
| 1979年（昭和54年） | 21.2                            | 35.1                            | 33.6                            | 90.0                            | 1,591           |                |
| 1980年（昭和55年） | 17.7                            | 29.8                            | 34.2                            | 81.9                            | 1,456           |                |
| 1981年（昭和56年） | 15.6                            | 27.4                            | 31.3                            | 74.4                            | 1,321           |                |
| 1982年（昭和57年） | 13.2                            | 23.0                            | 29.1                            | 65.2                            | 1,162           |                |
| 1983年（昭和58年） | 12.1                            | 21.2                            | 29.0                            | 62.3                            | 1,094           |                |
| 1984年（昭和59年） | 10.0                            | 19.1                            | 24.2                            | 53.3                            | 950             |                |
| 1985年（昭和60年） | 8.2                             | 21.1                            | 25.6                            | 54.9                            | 961             |                |
| 1986年（昭和61年） | 1.1                             | 2.6                             | 5.0                             | 8.7                             | 992             | 廃止           |

### 収入実績
小松線の近年の収入実績を下表に記す。表中、収入の単位は千円。数値は年度での値。表中、最高値を赤色で、最高値を記録した年度以降の最低値を青色で、最高値を記録した年度以前の最低値を緑色で表記している。
| 年度別収入実績     | 年度別収入実績          | 年度別収入実績          | 年度別収入実績          | 年度別収入実績          | 年度別収入実績          | 年度別収入実績     | 年度別収入実績   |
| 年 度              | 旅客運賃収入：千円/年度 | 旅客運賃収入：千円/年度 | 旅客運賃収入：千円/年度 | 旅客運賃収入：千円/年度 | 旅客運賃収入：千円/年度 | 運輸雑収 千円/年度 | 総合計 千円/年度 |
| ------------------ | ----------------------- | ----------------------- | ----------------------- | ----------------------- | ----------------------- | ------------------ | ---------------- |
| 年 度              | 通勤定期                | 通学定期                | 定 期 外                | 手小荷物                | 合 計                   | 運輸雑収 千円/年度 | 総合計 千円/年度 |
| 1977年（昭和52年） | 41,273                  | ←←←←                    | 37,592                  | 27                      | 78,892                  | 661                | 79,554           |
| 1978年（昭和53年） | 44,042                  | ←←←←                    | 41,050                  | 32                      | 85,125                  | 770                | 85,896           |
| 1979年（昭和54年） | 43,496                  | ←←←←                    | 45,028                  | 35                      | 88,560                  | 842                | 89,403           |
| 1980年（昭和55年） | 37,558                  | ←←←←                    | 45,510                  | 47                      | 83,116                  | 1,049              | 84,166           |
| 1981年（昭和56年） | 33,127                  | ←←←←                    | 41,820                  | 55                      | 75,003                  | 1,507              | 76,511           |
| 1982年（昭和57年） | 27,846                  | ←←←←                    | 38,858                  | 64                      | 66,768                  | 1,108              | 67,876           |
| 1983年（昭和58年） | 28,057                  | ←←←←                    | 43,358                  | 61                      | 71,476                  | 858                | 72,335           |
| 1984年（昭和59年） | 27,207                  | ←←←←                    | 39,968                  | 78                      | 67,253                  | 1,219              | 68,471           |
| 1985年（昭和60年） | 27,655                  | ←←←←                    | 45,416                  | 82                      | 73,153                  | 984                | 74,137           |
| 1986年（昭和61年） | 3,908                   | ←←←←                    | 9,614                   | 0                       | 13,522                  | 200                | 13,722           |

### 白山（小松）電気鉄道時代の輸送収支実績
| 年度別実績 | 年度別実績     | 年度別実績     | 年度別実績     | 年度別実績   | 年度別実績     | 年度別実績          | 年度別実績     |
| 年度       | 輸送人員（人） | 貨物量（トン） | 営業収入（円） | 営業費（円） | 営業益金（円） | その他損金（円）    | 支払利子（円） |
| ---------- | -------------- | -------------- | -------------- | ------------ | -------------- | ------------------- | -------------- |
| 1929       | 201,936        | 213            | 19,412         | 23,098       | ▲ 3,686        |                     | 40,804         |
| 1930       | 193,388        | 287            | 19,133         | 23,703       | ▲ 4,570        | 雑損125,470         | 56,002         |
| 1931       | 180,059        | 500            | 18,161         | 19,425       | ▲ 1,264        | 雑損338             |                |
| 1932       | 164,721        | 506            | 16,814         | 14,909       | 1,905          | 雑損1,290           | 33,539         |
| 1933       | 201,357        | 1,857          | 20,422         | 17,353       | 3,069          | 不用地売却差損7,190 | 413            |
| 1934       | 215,928        | 2,217          | 21,986         | 20,559       | 1,427          | 償却金500           | 120            |
| 1935       | 250,201        | 548            | 報告書未着     | 報告書未着   | 報告書未着     | 報告書未着          | 報告書未着     |
| 1936       | 122,911        |                | 12,857         | 11,007       | 1,850          | 償却金1,850         |                |
| 1937       | 352,562        | 17,847         | 67,520         | 64,927       | 2,593          |                     | 853            |
| 1939       | 450,657        | 740            |                |              |                |                     |                |
| 1941       | 573,143        | 770            |                |              |                |                     |                |
| 1943       | 797,323        | 5,563          |                |              |                |                     |                |
| 1945       | 1,060,273      | 6,206          |                |              |                |                     |                |

- 鉄道統計資料、鉄道統計、国有鉄道陸運統計各年度版

## 駅一覧
駅名および所在地は廃止時点のもの。全駅石川県小松市に所在。
| 駅名         | 駅間キロ | 営業キロ | 接続路線                                        |
| ------------ | -------- | -------- | ----------------------------------------------- |
| 小松駅       | -        | 0.0      | 国鉄：北陸本線 尾小屋鉄道：尾小屋線（新小松駅） |
| 沖駅         | 0.9      | 0.9      |                                                 |
| 打越駅       | 1.2      | 2.1      |                                                 |
| 若杉駅       | 0.4      | 2.5      |                                                 |
| 加賀八幡駅   | 0.7      | 3.2      |                                                 |
| 佐々木駅     | 0.7      | 3.9      |                                                 |
| 軽海駅       | 1.4      | 5.3      |                                                 |
| 鵜川遊泉寺駅 | 0.6      | 5.9      |                                                 |

## 車両
モハ500形（モハ501-503）
前身の白山電気鉄道が開業に合わせて新潟鉄工所で新製した木造4輪単車。全長8m、定員40人の小型車で、当初は1-3を名乗っていたが、合併を経て1949年の一斉大改番でモハ501-503となった。1956年に503が加南線へ転属して事業用車となり、残る2両もボギー車の転入によって第一線を退き、1963年に501が、1965年に502が廃車されている。
サハ510形（サハ511）
金石線の前身である金石電気鉄道が1938年に鉄道省から払い下げを受けた木造ボギー客車3両（12-14）のうち12が1949年に転入し、同年の一斉改番でサハ511となった。1965年に廃車されている。
サハ300形（サハ301, 302）
元余市臨港軌道の全長7メートルの半鋼製単車（元ガソリンカーキハ101, 102）で、片側の妻面に荷台を備えている。1943年に石川総線に投入され、1949年の改番でハフ30, 31からサハ301, 302となり、翌年小松線に転属した。1963年に廃車されている。
モハ550形（モハ551）
山中線の前身である山中電軌が山中 - 大聖寺間の電化に合わせて1912年に新製したデハ2を出自とし、1929年に車体を新製、一斉改番を経て1951年に小松線へ転入したが、1956年には石川線に転属して事業用車となった。
モハ1000形（モハ1001, 1002）
1947年日本鉄道自動車製の半鋼製ボギー車で、近江鉄道クハ21形（2代）とほぼ同形。松金線で使用されていたが、1955年の廃止により翌年小松線へ転入した。1968年に金沢市内線モハ2100形の小型パンタを転用し、前面窓の両側がHゴム化されていたが、1971年にモハ3000形の転入と入れ替わりに廃車されている。
サハ570形（サハ571）
加南線の前身である温泉電軌が1922年に新製した木造ボギー車デハ15を出自とし、一斉改番でモハ841となり、1957年に小松線へ転入する際に電装を解除されていた。1965年に廃車されている。
モハ1200形（モハ1201）
能美線の前身である能美電気鉄道が1938年に木南車輌で新製した半鋼製ボギー車デボ301が一斉改番でモハ1201となり、金石線を経て1962年に小松線へ転入した。1971年の廃車までZパンタのままであった。
サハ700形（サハ701）
金石電気鉄道が1937年に日本車輛で新製したデハ11を出自とし、一斉改番でモハ611に、1960年に付随車化されサハ701となり、1963年に小松線に転入、1965年に廃車されている。
モハ1810形（モハ1814）
加南線の主力として活躍していたが、1962年の宇和野 - 新粟津間廃止によって余剰となり、金石線を経て1964年に転入した。
モハ1800形（モハ1802）
片山津線の廃止によって1965年に転入し、同線の特徴であったY字ビューゲルからZパンタを経て金沢市内線モハ2100形の小型パンタグラフに交換されていた。廃車後は能登線キハ5201と同じ飲食店で利用されていたが、1980年代に撤去されていた。
サハ1600形（サハ1601）
浅野川線の前身である浅野川電気鉄道が1927年に日本車輛で新製した半鋼製ボギー車で、カ5からデハ2を経てモハ1601となり、1956年に金石線へ移り、1964年に付随車化されて小松線へ転入した。
モハ3000形（モハ3001-3005）
1949年日本鉄道自動車製で、1971年に金石線から5両全車が転入し、前述の在来車すべてを置き換え、路線廃止まで使用された。

## 代替バス
廃止後は、廃止代替バスとして旧小松バス（2021年7月1日に、加賀温泉バスと合併し北鉄加賀バスに社名変更）が、小松駅と鵜川遊泉寺の先のハニベ前まで路線バスを運行しているが、利用客減のため2024年4月時点では平日7往復・土休日5往復に減回されている。